# Alcolea del Pinar
Alcolea del Pinar ist ein Ort und eine Gemeinde (municipio) mit 336 Einwohnern (Stand: 2024) im Südwesten der Provinz Guadalajara in der Autonomen Gemeinschaft Kastilien-La Mancha. Die Gemeinde besteht neben dem Hauptort Alcolea del Pinar aus den Ortschaften Cortes de Tajuña, Garbajosa, Tortonda und Villaverde.

## Lage und Klima
Alcolea del Pinar liegt in einer Höhe von ca. 1205 m in der Kulturlandschaft der Serranía. Durch die Gemeinde führt die Autovía A-2. Die Entfernung zur südwestlich gelegenen Provinzhauptstadt Guadalajara beträgt ca. 66 Kilometer (Fahrtstrecke). Das Klima ist gemäßigt bis warm; Regen (533 mm/Jahr) fällt übers Jahr verteilt.

## Bevölkerungsentwicklung
| Jahr      | 1970 | 1981 | 1991 | 2001 | 2011 | 2021 |
| Einwohner | 834  | 651  | 478  | 389  | 407  | 326  |

## Sehenswürdigkeiten
- Kirche Mariä Rosen in Alcolea del Pinar

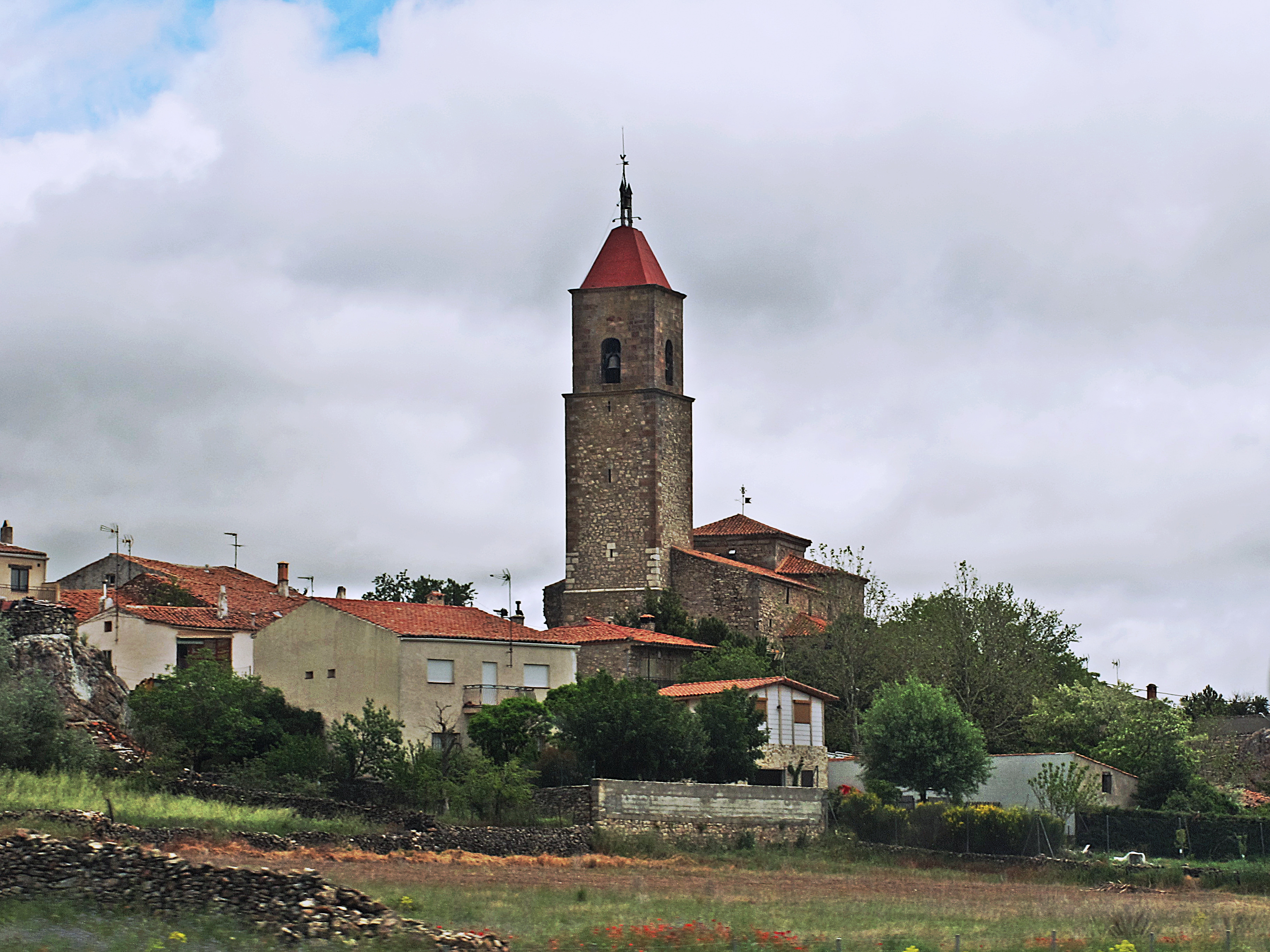
Kirche Mariä Rosen